# Helvetia zebrina
Helvetia zebrina är en spindelart som beskrevs av Simon 1901. Helvetia zebrina ingår i släktet Helvetia och familjen hoppspindlar. Inga underarter finns listade i Catalogue of Life.